# Distretto di Tuensang
Il distretto di Tuensang è un distretto del Nagaland, in India, di 414 801 abitanti. Il capoluogo è Tuensang.